# 于尔 (阿列日省)
于尔（法語：Urs）是法国阿列日省的一个市镇，属于富瓦区（Foix）莱斯卡巴内县（Les Cabannes）。该市镇2009年时的人口为33人。

## 人口
于尔人口变化图示
| 数据来源：INSEE |